# Provinz Oyón
Die Provinz Oyón ist eine von neun Provinzen der Region Lima an der Pazifikküste von Peru. Die Provinz hat eine Fläche von 1886,05 km². Die Einwohnerzahl betrug beim Zensus 2017 17.739, 10 Jahre zuvor 20.642. Verwaltungssitz ist die gleichnamige Kleinstadt Oyón.

## Geographische Lage
Die Provinz Oyón erstreckt sich über einen Teil des Einzugsgebietes des Río Huaura in der peruanischen Westkordillere, 130 km nördlich der Landeshauptstadt Lima. Im Süden wird die Provinz vom Mittellauf des Río Huaura sowie dessen linken Nebenfluss Río Checras begrenzt. Im Osten bildet die Wasserscheide, die längs der Westkordillere verläuft, die Provinzgrenze. Die Provinz Oyón grenzt im Norden an die Provinz Cajatambo, im Osten an die Provinzen Pasco und Daniel Alcides Carrión (beide in der Region Pasco) sowie im Süden und im Westen an die Provinz Huaura.

## Gliederung
Die Provinz Oyón gliedert sich in die folgenden sechs Distrikte (Distritos). Der Distrikt Oyón ist Sitz der Provinzverwaltung.
| Distrikt   | Verwaltungssitz |
| ---------- | --------------- |
| Andajes    | Andajes         |
| Caujul     | Caujul          |
| Cochamarca | Cochamarca      |
| Naván      | Naván           |
| Oyón       | Oyón            |
| Pachangara | Churín          |